# Saltoro Range
Saltoro Range – pasmo górskie w Karakorum. Leży w centrum Karakorum, na południowy zachód od lodowca Siachen. Ciągnie się przy granicy Pakistanu i Indii, dokładniej (Dżammu i Kaszmiru). Dlatego też mimo swej wysokości rzadko są celem wspinaczy.
Po południowo-zachodniej stronie łańcuch Saltoro opada stromo do dolin rzek Kondus i Dansam, które wpadają do rzeki Saltoro, dopływu rzeki Shyok. Rzeka ta wpada do Indusu. Od północnego zachodu lodowiec Kondus odgradza ten łańcuch od Masherbrum Range.
Najwyższe szczyty:
- Saltoro Kangri 	7,742
- K12               7,428
- Ghent Kangri  	7,401
- Sherpi Kangri 	7,380